# Gare de Saint-Hilaire-de-Chaléons
Gare de Saint-Hilaire-de-Chaléons vasútállomás Franciaországban, Saint-Hilaire-de-Chaléons településen.

## Vasútvonalak
Az állomást az alábbi vasútvonalak érintik:
- Sainte-Pazanne–Pornic-vasútvonal
- Saint-Hilaire-de-Chaléons-Paimbœuf-vasútvonal

## Kapcsolódó állomások
A vasútállomáshoz az alábbi állomások vannak a legközelebb:
- Gare de Bourgneuf-en-Retz
- Gare de Sainte-Pazanne